# Immunità di gregge

Il riquadro superiore mostra la diffusione di una malattia infettiva in una comunità dove pochi individui (in rosso) sono infetti e i restanti (in blu) sono in salute ma non immuni: la trasmissione avviene rapidamente in tutto il gruppo. Il riquadro intermedio mostra un numero ridotto di individui immuni (in giallo): questi ultimi non si infettano, mentre i non immuni tendono a infettarsi in larga maggioranza. Nel riquadro inferiore, una larga parte del gruppo è immune: la presenza degli immuni riduce la probabilità di diffusione della malattia anche tra gli individui non immuni.

L'immunità di gregge, detta anche immunità di gruppo, immunità di branco o immunità collettiva può essere definita come la capacità di un gruppo circoscritto di resistere all’attacco di un’infezione, verso la quale una grande porzione dei membri del gruppo è immune.
È una forma di protezione indiretta che si verifica quando una parte significativa di una popolazione (o di un allevamento) ha sviluppato anticorpi specifici verso un agente infettivo (sia in seguito al superamento della malattia, sia dopo una vaccinazione): la presenza di anticorpi in una grande parte della popolazione riduce la probabilità di contagio anche negli individui che non hanno sviluppato l'immunità direttamente.

## Diffusione delle epidemie
La diffusione di un'epidemia dipende dal numero di contatti e trasmissioni della malattia tra gli infetti e i suscettibili.
Secondo il principio dell'immunità di gregge, nelle malattie infettive la catena dell'infezione può essere interrotta quando un gran numero di appartenenti alla popolazione è immune o meno suscettibile alla malattia. L'immunità prodotta da diverse malattie infettive o vaccini può essere permanente, parziale o temporanea.
Maggiore è la percentuale di individui resistenti, minore è la probabilità che un individuo suscettibile entri in contatto con l'agente patogeno (ad esempio un virus). Se l'agente patogeno non trova soggetti recettivi disponibili circola meno, riducendo così il rischio complessivo del gruppo.
La percentuale di individui immuni che impedisce a una malattia infettiva di diffondersi in modo epidemico è chiamata "soglia minima di immunità di gregge", sigla HIT (dall'inglese Herd Immunity Threshold). Se la percentuale di immuni è superiore all'HIT, la malattia epidemica può essere contenuta o eliminata.
Piani di copertura vaccinale globali possono eradicare la malattia, cioè eliminarla completamente e definitivamente, come è avvenuto per il vaiolo.
L'immunità di gregge non è un fenomeno statico. Ad esempio, le vaccinazioni con immunità calante richiedono col tempo interventi di richiamo per mantenere l'immunità.

### Pressione evolutiva
L'immunità di gregge stessa esercita una pressione evolutiva su alcuni virus, influenzando l'evoluzione virale e incoraggiando la diffusione di quelle varianti, denominate "mutanti di fuga", che sono in grado di eludere l'immunità di gregge.
A livello molecolare, i virus sfuggono all'immunità di gregge attraverso la deriva antigenica, quando le mutazioni si accumulano nella porzione del genoma virale che codifica l'antigene di superficie del virus, in genere una proteina del capside del virus, producendo un cambiamento nell'epitopo virale. In alternativa, il riassortimento di segmenti separati del genoma virale o spostamento antigenico, che è più comune quando ci sono più ceppi in circolazione, può anche produrre nuovi sierotipi.
Quando si verifica uno di questi fenomeni, le cellule T non riconoscono più il virus e le persone non sono immuni al ceppo circolante dominante.
Sia per l'influenza sia per il norovirus, causa frequente di gastroenteriti, le epidemie inducono un'immunità temporanea fino a quando non emerge un nuovo ceppo dominante, causando successive ondate di epidemie.
Poiché questa possibile evoluzione rappresenta una sfida per le strategie vaccinali, sono in fase di sviluppo vaccini "universali" in grado di fornire protezione oltre uno specifico sierotipo.

## Storia medico-scientifica
Il veterinario Daniel Elmer Salmon in una relazione del 1894 sulle cure del bestiame scrisse, forte della sua personale esperienza, che gli animali <<Dimostrano la possibilità di ottenere un'immunità di gregge>> diversa dall'immunità individuale.
La prima pubblicazione scientifica che utilizza esplicitamente il termine "immunità di gregge" sembra essere stato uno studio pubblicato nel 1923 da Topley e Wilson intitolato "The spread of bacterial infection: the problem of herd immunity"  ("La diffusione dell'infezione batterica: il problema dell'immunità di gregge").
Il fatto che la presenza di individui immuni potrebbe fornire una protezione indiretta agli altri era stato riconosciuto quasi un secolo prima da Farr nei suoi studi sulla diffusione del morbillo a Londra. Anche se già Edward Jenner  e Louis Pasteur avevano ipotizzato che le vaccinazioni potessero eradicare una malattia, solo con gli studi di Ross sulle dinamiche della malaria si definì che per eliminare o eradicare una malattia non era necessario avere una popolazione totalmente immune, ma era sufficiente che la probabilità di trasmissione rimanesse al di sotto di una certa soglia.
Solo nel 1971 è stato pubblicato uno studio che basandosi sul modello matematico di Reed-Frost permetteva di stimare la soglia minima per avere l'immunità di gregge.

### Evidenze scientifiche
Nonostante vari studi abbiano evidenziato la sua plausibilità, a causa delle numerose variabili in gioco è estremamente labile la sua applicazione generica a livello predittivo; la sua esistenza è dimostrata indirettamente da casi come quello dell'eradicazione della rabbia in Germania.
La rabbia è una malattia infettiva virale la quale determina una grave infiammazione cerebrale che generalmente porta al decesso del soggetto. È diffusa in varie aree del mondo ed è endemica nella fauna selvatica di alcune zone: il serbatoio preferito del virus è rappresentato da canidi (volpi, lupi, coyote), pipistrelli, manguste, ecc. La trasmissione di solito avviene tramite morso e contatto tra il soggetto sano e la saliva, contenente il virus, di quello infetto. La rabbia circola anche tra alcuni animali domestici, come cani, gatti e bestiame, che nella maggior parte dei casi sono stati infettati da un morso da parte di un animale selvatico malato; a loro volta, gli animali domestici possono mordere e infettare l'uomo.
In Germania, tra il 1981 e il 2005, sono stati registrati nove decessi di persone causati dalla rabbia, dei quali almeno due riconducibili a morso da parte di animali infetti avvenuti in territorio tedesco. Un'analisi della prevalenza della malattia tra animali selvatici e domestici rilevò l'esistenza di 10 634 individui infetti nel 1977 e 10 484 nel 1981. Il governo intervenne con una vaccinazione di massa della popolazione di volpi presenti in Germania, dato che la semplice vaccinazione di uomini e animali domestici avrebbe impedito la diffusione del virus in queste due popolazioni ma non quella tra animali selvatici, che a loro volta avrebbero potuto mordere soggetti che per vari motivi non si fossero vaccinati. I programmi di vaccinazione incominciarono nel 1983 nella Repubblica Federale Tedesca, nel 1989 nella Germania Orientale, costo stimato circa 100 milioni di euro. Per la somministrazione del vaccino agli esemplari selvatici vennero utilizzati bocconi opportunamente trattati, dispersi nelle aree boschive.
Nel giro di qualche anno il numero di animali infetti crollò, dimezzandosi nel giro di sette anni e pressoché azzerandosi nei primi anni 2000 (tre casi segnalati nel 2006). Nel 2008 l'Organizzazione mondiale della sanità animale dichiarò la rabbia eradicata in Germania. Non essendovi altre cause che possano spiegarlo (ad esempio migliori condizioni igieniche, trattandosi di animali selvatici), l'unica ragione plausibile è l'uso in massa del vaccino e l'immunità di gregge venutasi a creare.

## Modello SIR

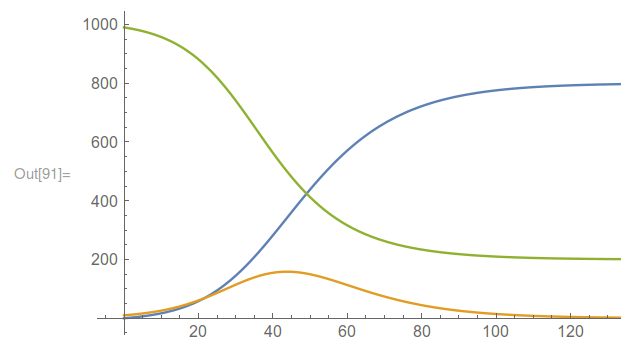
Il grafico mostra un esempio di modello SIR. La linea verde rappresenta la popolazione sana/suscettibile, la linea rossa rappresenta la popolazione infettata e la linea blu la popolazione recuperata/rimossa

Uno dei più semplici modelli matematici compartimentali utilizzati in epidemiologia rappresentanti l'immunità di gregge è il "modello SIR". Si tratta di un'equazione a tre variabili, dove ogni variabile è indicata da un'iniziale (appunto S, I e R).
Immaginiamo di avere una comunità composta da un numero N di persone. Suddividiamola in tre gruppi:
1. gruppo {\displaystyle S} : persone sane, che sono anche suscettibili di contrarre la malattia infettiva;
2. gruppo {\displaystyle I} : persone infette, che hanno contratto la malattia e sono contagiose;
3. gruppo {\displaystyle R} : persone recuperate che sono guarite, oppure che sono morte e sono quindi rimosse dal numero dei contagiosi.

{\displaystyle N=S+I+R}
Il numero delle persone sane diminuirà progressivamente, a mano a mano che le persone contraggono la malattia, e più tardi a mano a mano che le persone infette guariscono oppure muoiono:
{\displaystyle S=N-R-I}
Il numero di persone appartenente ai tre diversi gruppi cambia nel tempo con il procedere del contagio; per identificare questo numero, diverso dalla situazione di partenza, si usano i simboli {\displaystyle S'}, {\displaystyle I'} e {\displaystyle R'}. La variabile fornita dal tempo (es. 30 giorni, 60 giorni, ecc.) è indicata dalla lettera {\displaystyle t}. In termini matematici si parla di derivata per indicare i valori {\displaystyle S'(t)}, {\displaystyle I'(t)} e {\displaystyle R'(t)}.
È importante ricordare che le tre variabili {\displaystyle S'(t)}, {\displaystyle I'(t)}, {\displaystyle R'(t)} non sono indipendenti, ma cambiano mantenendo sempre una relazione proporzionale fra loro. Mentre il numero dei suscettibili può solo scendere, il numero dei recuperati/rimossi può solo aumentare: in termini matematici, sono in rapporto inversamente proporzionale. Il numero degli infetti è l'unico dei tre che può aumentare e poi diminuire nel tempo.
A seconda del numero di contagi giornalieri, il numero di persone Infette aumenterà più o meno velocemente, mentre diminuirà in proporzione il numero di persone sane. Il rapporto fra {\displaystyle S'} e {\displaystyle I'}, cioè il numero di contagi giornalieri, sarà quantificabile in un valore indicato con il simbolo {\displaystyle \mu } (lettera greca spesso usata per indicare un valore costante). Il calcolo del valore {\displaystyle \mu SI} fornirà il numero di contagi giornalieri:
{\displaystyle \mu SI\cong } contagi giornalieri
Anche il rapporto fra {\displaystyle I'} e {\displaystyle R'} cambia seguendo una proporzione: ogni giorno un certo numero di Infetti andrà ad aggiungersi al gruppo dei rimossi/recuperati. La variabile in questo caso è il tempo in cui la malattia fa il suo corso (es. 3 giorni, 7 giorni, ecc.): la durata della malattia è rappresentsts dal simbolo {\displaystyle \tau }. Una frazione {\displaystyle {\frac {1}{\tau }}} di Infetti sarà rimossa ogni giorno, andando ad aggiungersi al gruppo {\displaystyle R}. Quindi il valore {\displaystyle R'} cambierà nel tempo, seguendo questo calcolo:
{\displaystyle R'\cong {\frac {I}{\tau }}}
Se il ritmo del contagio è molto alto e invece il tempo di guarigione è lento, il gruppo R può scendere sotto una certa soglia: è allora che esplode l'epidemia. Al contrario, se al manifestarsi del focolaio d'infezione il numero di recuperati è sufficientemente alto, il focolaio si autoestingue.
La vaccinazione serve ad aumentare il numero di persone recuperate/rimosse, impedendo il proseguire del contagio.

## Efficacia
La soglia minima dell'immunità di gruppo varia in base all'agente patogeno considerato: per il morbillo, ad esempio, si considera il 92/95%, che equivale alla necessità di avere un contatto infettivo, ovvero un contatto adeguato alla potenziale trasmissione della malattia infettiva, con almeno 20 individui per avere la probabilità di infezione che si sarebbe avuta prima della vaccinazione del gruppo. In statistica il fattore 20 di diminuzione del rischio viene considerato sufficiente a garantire ragionevolmente di aver abbattuto il rischio di almeno un ordine di grandezza.
L'utilità complessiva della vaccinazione di gruppo è molto maggiore di quella diretta in quanto, diventando rari i soggetti vulnerabili e difficile la trasmissione fra loro, si può ottenere l'estinzione di un intero ceppo infettivo, anche se precedentemente era endemico in quel gruppo o in quella specie.
L'immunità di gruppo, rispetto a quella individuale, offre due ulteriori vantaggi: la ridotta trasmissibilità e la riduzione del ceppo infettivo. Perciò, statisticamente, ottiene effetti stimabili in almeno tre ordini di grandezza sulla riduzione del rischio di contagio del singolo individuo proteggendo anche gli individui non vaccinati, non vaccinabili e quelli che non hanno sviluppato l'immunità totale a seguito della vaccinazione.
L'immunità di gregge riguarda solo le malattie trasmissibili da individuo a individuo, quindi non trova applicazione per patologie quali ad esempio il tetano.

### Calcolo della soglia minima dell'immunità di gregge
| Stime di R0 e HIT di alcune malattie influenzali | Stime di R0 e HIT di alcune malattie influenzali | Stime di R0 e HIT di alcune malattie influenzali | Stime di R0 e HIT di alcune malattie influenzali |
| Malattia | Trasmissione                                     | R 0                                              | HIT                                              |
| --- | ------------------------------------------------ | ------------------------------------------------ | ------------------------------------------------ |
| Morbillo | Aerotrasportato                                  | 12-18                                            | 92-95%                                           |
| Pertosse | Aerotrasportato                                  | 12–17                                            | 92-94%                                           |
| Difterite | Saliva                                           | 6-7                                              | 83-86%                                           |
| Rosolia | Aerotrasportato                                  | 6-7                                              | 83-86%                                           |
| Vaiolo | Aerotrasportato                                  | 5-7                                              | 80-86%                                           |
| Polio | Via fecale-orale                                 | 5-7                                              | 80-86%                                           |
| Parotite | Aerotrasportato                                  | 4-7                                              | 75-86%                                           |
| SARS 2004 | Aerotrasportato                                  | 2-5                                              | 50-80%                                           |
| Ebola | Fluidi corporei                                  | 1,5–2,5                                          | 33-60%                                           |
| Influenze stagionali | Aerotrasportato                                  | 1,5–1,8                                          | 33-44%                                           |
| Legenda: Aerotrasportato: trasmesso dalle goccioline respiratorie o di Flügge HIT: Soglia minima dell'immunità di gregge R0: Numero di riproduzione di base |                                                  |                                                  |                                                  |

La soglia minima dell'immunità di gregge può essere calcolata utilizzando {\displaystyle R_{0}}, il numero di riproduzione di base, cioè il numero medio di nuove infezioni causate da ciascun caso in una popolazione completamente suscettibile che è omogenea o ben miscelata, cioè dove si considera che ogni individuo può entrare in contatto con un altro individuo sensibile nella popolazione.
Essendo {\displaystyle S} la proporzione della popolazione che è suscettibile all'infezione, abbiamo:
{\displaystyle \ R_{0}\cdot S=1.}
{\displaystyle S} può essere riscritto come {\displaystyle (1-p)} , essendo p la proporzione della popolazione che è immune. Quindi abbiamo che:
{\displaystyle p+S=1}. Quindi, la prima equazione può essere riorganizzata per ricavare p come segue:
{\displaystyle \ R_{0}\cdot (1-p)=1,}  →  {\displaystyle 1-p={\frac {1}{R_{0}}},}  →  {\displaystyle p=1-{\frac {1}{R_{0}}}.}
quest'ultimo p può essere indicato come p c visto che rappresenta la proporzione critica della popolazione immune necessaria per fermare la trasmissione della malattia e rappresenta la  "soglia dell'immunità del gregge".  R0 rappresenta una misura di contagiosità, quindi a valori di R0 bassi sono associati valori di HIT più bassi, mentre con R0 più alti, cioè per mallattie molto contagiose, si hanno come risultato HIT più alti. Ad esempio, l'HIT per una malattia con un R0 di 2 è teoricamente solo del 50%, mentre in una malattia con un R0 di 10 l'HIT teorico è del 90%.
Questi calcoli presuppongono che l'intera popolazione sia sensibile, il che significa che nessun individuo è immune alla malattia. In realtà, proporzioni variabili della popolazione sono immuni a una data malattia in un dato momento. Per tenere conto di ciò, il numero riproduttivo effettivo Re , il numero medio di infezioni causate al momento t, può essere trovato moltiplicando R0 per la frazione della popolazione che è ancora suscettibile. Quando Re viene ridotto e mantenuto al di sotto di 1, il numero di casi che si verificano nella popolazione diminuisce gradualmente fino a quando la malattia non viene eliminata. Se la quota di popolazione immune supera l'HIT di quella malattia, il numero di casi si riduce a un ritmo più rapido, le epidemie hanno ancora meno probabilità di accadere e le epidemie che si verificano sono più piccole di quanto sarebbero altrimenti. Se Re aumenta al di sopra di 1, allora la malattia non è né in uno stato stabile né diminuisce in incidenza, ma si sta attivamente diffondendo attraverso la popolazione e infettando un numero maggiore di persone rispetto al solito. Un diverso modello prevede che le popolazioni non siano omogenee e che siano meglio descritte come reti sociali eterogenee poiché gli individui tendono a raggrupparsi, riuscendo a contattare/contagiare un numero limitato e variabile di altre persone a loro vicine. In queste reti, la trasmissione avviene solo tra coloro che sono geograficamente o fisicamente vicini l'uno all'altro. È probabile che la forma e le dimensioni di una rete modifichino l'HIT e l'incidenza di una malattia.
In popolazioni eterogenee, R0 è considerato come una misura del numero di casi generati da una persona infettiva "tipica" e dipende da come gli individui all'interno di una rete interagiscono tra loro. Le interazioni all'interno delle reti sono più comuni di quelle tra diverse reti. Le reti più connesse trasmettono la malattia più facilmente, determinando un R0 più alto e un HIT più elevato di quanto sarebbe necessario in una rete meno connessa. Nelle reti sociali che scelgono di non diventare immuni o che non sono sufficientemente immunizzate, le malattie possono persistere nonostante che possano venir eliminate in reti contigue con percentuale di immuni più alta.

## La copertura vaccinale
Il principio dell’immunità di gregge, valido in generale, non può essere automaticamente esteso a tutte le vaccinazioni disponibili, ma necessita di una dimostrazione sul piano della plausibilità biologica e delle evidenze per ogni singolo agente infettante e relativo vaccino. Così se un vaccino conferisce una protezione individuale da una specifica malattia ma non impedisce la diffusione dell’agente infettante, la mancata vaccinazione del soggetto ricade come rischio solo sullo stesso e non sulla comunità. Se, quindi, è sostanzialmente vero che l’immunità di gregge è un fenomeno che esiste per alcune malattie/vaccini, non è possibile generalizzare questo effetto a tutti i vaccini, con conseguenti ricadute sui livelli di copertura vaccinale ritenuti necessari.
L'HIT non rappresenta la soglia critica di copertura vaccinale, che viene calcolata considerando l'efficacia del vaccino.
Il tasso minimo di vaccinazione necessario è generalmente superiore alla soglia di immunità di gregge necessaria (HIT) anche perché l'efficacia del vaccino, cioè la capacità di produrre l'immunità, non è generalmente al 100%. Sia un aumento del tasso di vaccinazione sia un aumento dell'efficacia della vaccinazione facilitano il raggiungimento di una immunità di gregge. Il caso favorevole in cui il tasso di vaccinazione medio necessario (per una popolazione totale) è inferiore alla minima immunità di gregge necessaria  (per la popolazione totale) si verifica raramente, ad esempio quando la copertura vaccinale è mirata su sottopopolazioni con un rischio particolarmente elevato di infezione e/o di trasmissione. L'immunità di gregge non è un fenomeno statico. Ad esempio, le vaccinazioni che producono immunità temporanea o calante richiedono col tempo campagne di richiamo per mantenere un effetto gregge. 
Le variabili che influenzano l'efficacia delle vaccinazioni includono:
- Immunità passiva trasferita dalle madri ai neonati e l'immunogenicità delle vaccinazioni dei neonati
- Età soprattutto alla prima vaccinazione
- Età che influenza il tipo e la frequenza dei contatti con gli infetti
- Stagione che influenza il tipo e la frequenza dei contatti con gli infetti e la capacità dei germi di riprodursi
- Durata dell'infettività
- Durata e grado di immunità
- Omogeneità della popolazione o delle sottopopolazioni per quanto riguarda il tipo e la frequenza di contatto e la diffusione dell'infezione tra infetti e non immunizzati
- Omogeneità della popolazione o delle sottopopolazioni in relazione agli atteggiamenti nei confronti e all'attuazione conforme delle vaccinazioni
- Distribuzione di vaccini (casuale o mirata, omogenea o disomogenea)
- Contatto delle sottopopolazioni con il resto della popolazione (isolato o permeabile)
- Distribuzione dell'immunità nelle sottopopolazioni e nella popolazione
- Capacità immunitaria compromessa individualmente (ad es. a causa di immunodeficienza o fallimento del vaccino)
- Fallimento della vaccinazione collettiva nelle sottopopolazioni (ad es. a causa di condizioni igieniche, stato nutrizionale, differenze etnico-genetiche)
- Tipo di immunità causata dalla vaccinazione verso l'agente patogeno o le tossine (ad es. umorale o cellulare, mucosa o sistemica, orale o enterale).

Il fattore di efficienza del vaccino {\displaystyle E} introdotto nel modello matematico per tenere conto di queste variabili e si basa a sua volta su ipotesi di come le suddette variabili abbiano un'interazione quantitativa e reciproca.
Tenendo conto dell'efficienza del vaccino la minima copertura vaccinale {\displaystyle V_{c}} che può produrre una immunità di gregge diventa:
{\displaystyle V_{c}={\frac {1-{\frac {1}{R_{0}}}}{E}}.}
da questo si ricava che se {\displaystyle {E}<{1-{\frac {1}{R_{0}}}}} neppure vaccinando tutta la popolazione si ottiene l'immunità.